# 異相雙五角台塔
在几何学中，異相雙五角台塔是约翰逊多面体之一(J31)。就像其名字所暗示的，它可以通过把两个正五角台塔(J5)的十边形面合在一起来创造。把其中一个正五角台塔旋转36度再合在一起就可以得到一个同相双五角台塔(J30)。

## 体积，表面积
棱长为a的異相雙五角台塔的表面积（A）和体积（V）:
{\displaystyle V={\frac {1}{3}}(5+4{\sqrt {5}})a^{3}\approx 4.64809...a^{3}}
{\displaystyle A=(10+{\sqrt {{\frac {5}{2}}(10+{\sqrt {5}}+{\sqrt {75+30{\sqrt {5}})}}}})a^{2}\approx 17.7711...a^{2}}